# Eldino Rodrigues dos Santos

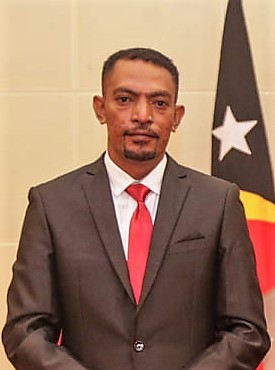
Mário Ximenes (2019)

Eldino Rodrigues dos Santos ist ein osttimoresischer Politiker.
Santos ist Mitglied der Kmanek Haburas Unidade Nasional Timor Oan (KHUNTO) und kandidierte bei den Parlamentswahlen in Osttimor 2017 aussichtslos auf Platz 58 der Parteiliste.
Am 31. März 2022 wurde er zum Staatssekretär für Grundbesitz und Eigentum (SETP) in der VIII. Regierung Osttimors unter Premierminister Taur Matan Ruak vereidigt. Er löste damit den bisherigen Amtsinhaber Mário Ximenes ab. Das Amt hatte Santos bis zum Ende der Legislaturperiode am 30. Juni 2023 inne.